# Eddie Harris
Eddie Harris (Chicago, 20 de octubre de 1934-Los Ángeles, 5 de noviembre de 1996) fue un saxo tenor estadounidense de jazz.

## Comienzos
Harris nació y creció en Chicago. Su padre era originario de Cuba y su madre de Nueva Orleans. La primera experiencia musical de Harris fue la de cantante en la iglesia, comenzando a los cinco años, para luego empezar a tocar himnos en el piano simplemente de oídas. Como otros músicos de éxito de Chicago como Nat King Cole, Dinah Washington, Clifford Jordan, Johnny Griffin, Gene Ammons, Julian Priester y Bo Diddley (entre otros), Eddie Harris estudió música con Walter Dyett en la DuSable High School. Más tarde estudió música en la Universidad Roosevelt, aprendió piano, vibráfono y saxofón tenor. Mientras estaba en la universidad, actuó profesionalmente con Gene Ammons.
Después de la universidad, Harris entró en el ejército de Estados Unidos y mientras estuvo sirviendo en Europa, fue aceptado en la 7a banda del ejército, que también incluyó a Don Ellis, Leo Wright y Cedar Walton.
Después del servicio militar, trabajó en Nueva York antes de regresar a Chicago, donde firmó un contrato con Vee Jay Records. Su primer álbum para Vee Jay, Exodus to Jazz, incluyó su propio arreglo de jazz del tema de Ernest Gold de la película Exodus. Una versión abreviada de este tema, que ofreció una interpretación magistral en el registro superior del saxo tenor, fue muy difundida por la radio y se convirtió en el primer tema de jazz en obtener un disco de oro.
El sencillo subió al Billboard Hot 100 de Estados Unidos y alcanzó el número 16 en la lista de R & B de Estados Unidos. Algunos críticos de jazz, sin embargo, consideraban el éxito comercial como una señal de que un artista de jazz se había agotado y Harris pronto dejó de tocar «Exodus» en concierto. Se trasladó a Columbia Records en 1964 y luego a Atlantic Records al año siguiente donde se restableció. En 1965, Atlantic lanzó The in Sound, un álbum bop que le ganó a muchos de sus detractores.
En los años siguientes, comenzó a tocar el piano eléctrico y el saxo Varitone eléctrico y a realizar una mezcla de jazz y funk que se vendió bien tanto en los mercados de jazz como de rhythm and blues. En 1967, su álbum, The Electrifying Eddie Harris alcanzó el segundo lugar en las listas de R & B. La canción principal del álbum, «Listen Here», fue publicada como sencillo, subiendo al n.º 11 de R & B y al n.º 45 del Hot 100. Harris lanzó varias versiones de su composición a lo largo de los años, incluyendo grabaciones de conciertos en vivo y en estudio. 
En 1969, actuó con el pianista y vocalista Les McCann en el Montreux Jazz Festival. Aunque los músicos no habían podido ensayar, su sesión fue tan impresionante que una grabación de ella fue lanzada por Atlantic como Swiss Movement. Este se convirtió en uno de los álbumes de jazz más vendidos de todos los tiempos, también alcanzando el segundo lugar en las listas de R & B.
A Harris también se le ocurrió la idea de la trompeta de caña, interpretando una por primera vez en el Festival de Jazz de Newport de 1970 con críticas adversas. De 1970 a 1975, experimentó con nuevos instrumentos de su propia invención (la trompeta de caña era una trompeta con una boquilla de saxo, el saxobone era un saxofón con una boquilla de trombón y el guitorgan era una combinación de guitarra y órgano), cantando blues, con el jazz-rock (grabó un álbum con Steve Winwood, Jeff Beck, Albert Lee, Ric Grech, Zoot Money, Ian Paice y otros roqueros). También comenzó a cantar y a realizar números cómicos de R & B, tales como «Éso es porqué usted tiene sobrepeso» y «Eddie quién?».
En 1975, sin embargo, perdió a gran parte de su audiencia con su álbum The Reason Why I'm Talking S - t, que consistía principalmente en comedia. El interés en los álbumes siguientes declinó. Fue miembro del Quinteto de Horace Silver a principios de los años ochenta y siguió grabando con regularidad en la década de 1990, a veces en Europa donde disfrutó de un seguimiento leal, pero terminó con su experimentación y grabó principalmente hard bop. Se había mudado de Chicago a Los Ángeles a mediados de los años setenta, y fue responsable de gran parte de la música de la serie de televisión The Bill Cosby Show.
Harris murió en el hospital de Los Ángeles por cáncer de huesos y enfermedad renal, a la edad de 62 años.

## Estilo
Aunque no dejó nunca de tocar jazz tradicional, su estilo característico es el de la era post-bop: el hard bop y la fusión del jazz con el funk y el soul. Se trata de un músico ecléctico y con tendencia al experimentalismo; fue siempre más apreciado por el público que por la crítica, debido a un fluctuar estilístico que lo llevó a terrenos límítrofes dentro del ámbito del jazz. No obstante, en los últimos años está recuperando crédito entre los especialistas. Ha sido reconocido como el mejor intérprete del saxo eléctrico Varitone. Como compositor, su «Freedom Jazz Dance» fue convertido en estándar por Miles Davis. 

## Discografía

### Álbumes
- 1961: Exodus to Jazz (Vee-Jay)
- 1961: Mighty Like a Rose (Vee-Jay)
- 1961: Jazz for "Breakfast at Tiffany's" (Vee-Jay)
- 1962: A Study in Jazz (Vee-Jay)
- 1962: Eddie Harris Goes to the Movies (Vee-Jay)
- 1963: Bossa Nova (Vee-Jay)
- 1963: Half and Half (Vee-Jay)
- 1964: For Bird and Bags (Exodus) – también publicado como Sculpture (Buddah)
- 1964: Cool Sax, Warm Heart (Columbia)
- 1964: Here Comes the Judge (Columbia)
- 1965: Cool Sax from Hollywood to Broadway (Columbia)
- 1965: The In Sound (Atlantic)
- 1966: Mean Greens (Atlantic)
- 1967: The Tender Storm (Atlantic)
- 1968: The Electrifying Eddie Harris (Atlantic)
- 1968: Plug Me In (Atlantic)
- 1968: Pourquoi L'Amérique – Banda sonora (AZ)
- 1968: Silver Cycles (Atlantic)
- 1969: High Voltage (Atlantic)
- 1969: Swiss Movement (Atlantic) – con Les McCann
- 1969: Free Speech (Atlantic)
- 1970: The Best of Eddie Harris (Atlantic)
- 1970: Come on Down! (Atlantic)
- 1970: Live at Newport (Atlantic)
- 1970: Smokin' (Janus, 1970)
- 1970: The Explosive Eddie Harris 1970 Sunset (Liberty/Transamerica)
- 1971: Second Movement (Atlantic) con Les McCann
- 1972: Love...From a Horn (Harmony, 1972)
- 1971: Instant Death (Atlantic)
- 1972: Eddie Harris Sings the Blues (Atlantic)
- 1973: Excursions (Atlantic)
- 1974: E.H. in the U.K. (Atlantic)
- 1974: Is It In (Atlantic)
- 1974: I Need Some Money (Atlantic)
- 1975: Black Sax GNP Crescendo
- 1975: Bad Luck Is All I Have (Atlantic)
- 1975: That Is Why You're Overweight (Atlantic)
- 1975: The Reason Why I'm Talking S--t 1976 (Atlantic)
- 1976: How Can You Live Like That? (Atlantic)
- 1978: I'm Tired of Driving RCA
- 1979: Playin' With Myself RCA
- 1981: Sounds Incredible AFE
- 1981: The Versatile Eddie Harris (Recorded 1976) (Atlantic)
- 1982: The Real Electrifying Eddie Harris Ubiquity
- 1983: Exploration Chiaroscuro
- 1986: Eddie Who? Timeless
- 1987: People Get Funny Timeless
- 1989: Live in Berlin Timeless
- 1990: Live at the Moonwalker Moonwalker (Suisa)
- 1991: A Tale of Two Cities Virgin Japan
- 1991: There Was a Time – Echo of Harlem Enja
- 1992: For You For Me For Evermore SteepleChase
- 1993: Yeah You Right Lakeside
- 1993: Listen Here Enja
- 1994: Freedom Jazz Dance (Musicmasters); con Jacky Terrasson, George Mraz y Billy Hart
- 1994: Vexatious Progressions Flying Heart
- 1994: The Battle of the Tenors con Wendell Harrison
- 1995: Dancing by a Rainbow (Enja)
- 1996: All The Way-Live (Recorded 1981) Milestone con Jimmy Smith
- 1997: The Last Concert ; con la WDR Big Band
- 2005: Exodus: The Best of the Vee-Jay Years Charly

Con Cedar Walton
- Beyond Mobius (RCA, 1976)